# Сен-Сир (Ардеш)
Сен-Сир (фр. Saint-Cyr, окс. Sant Cyr) — коммуна во Франции, находится в регионе Рона — Альпы. Департамент коммуны — Ардеш. Входит в состав кантона Северный Анноне. Округ коммуны — Турнон-сюр-Рон.
Код INSEE коммуны — 07227.

## Население
Население коммуны на 2008 год составляло 1262 человека.
| 1962 | 1968 | 1975 | 1982 | 1990 | 1999 | 2008 |
| ---- | ---- | ---- | ---- | ---- | ---- | ---- |
| 355  | 349  | 432  | 683  | 841  | 996  | 1262 |

## Экономика

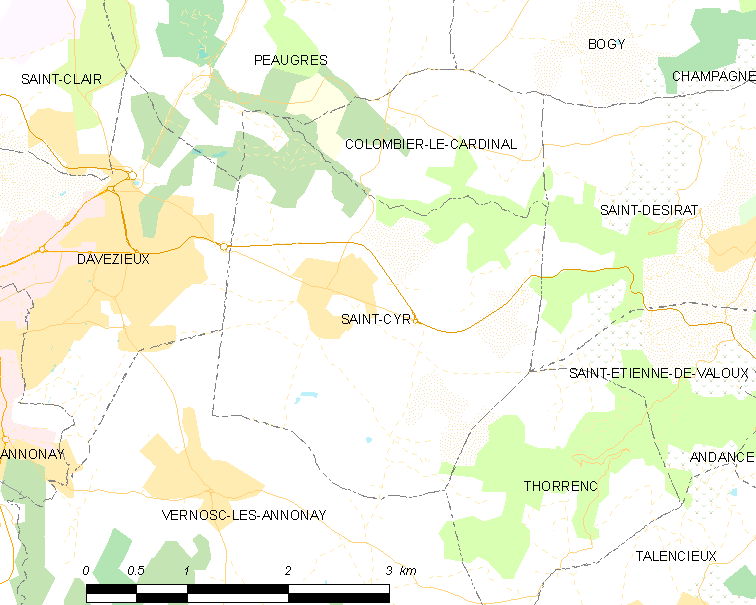
Карта коммуны

В 2007 году среди 825 человек в трудоспособном возрасте (15—64 лет) 616 были экономически активными, 209 — неактивными (показатель активности — 74,7 %, в 1999 году было 75,5 %). Из 616 активных работали 555 человек (291 мужчина и 264 женщины), безработных было 61 (24 мужчины и 37 женщин). Среди 209 неактивных 61 человек были учениками или студентами, 98 — пенсионерами, 50 были неактивными по другим причинам.